# Phyllis Cormack

Le Phyllis Cormack est un des premiers bateaux de l'organisation Greenpeace.
C'est un vieux chalutier qui a été loué par l'organisation. Son nom provient du nom de la femme du capitaine John Cormack. 
Il a été utilisé en septembre 1971 pour tenter de s'opposer aux essais nucléaires américains.
Il a quitté le port de Vancouver en direction d'Amchitka, avec à son bord certains des fondateurs de Greenpeace, dont Ben Metcalfe, Bob Hunter, et Patrick Moore.  Il s'est retrouvé face à face avec le Confiance, un navire de la marine américaine. Même s'il n'a pas réussi à atteindre la zone des essais, il a permis d'attirer l'attention de l'opinion publique. Les américains mettent fin à leurs essais peu de temps après.
Le bateau a été renommé « Greenpeace » lors de l'opération. Il a par la suite été utilisé par Paul Watson sous le nom Phyllis Cormack durant la campagne de 1975 contre les navires baleiniers soviétiques,.